# Val-d’Or Foreurs
Val-d’Or Foreurs – juniorska drużyna hokejowa grająca w LHJMQ w konferencji zachodniej. Drużyna ma swoją siedzibę w Val-d’Or w Kanadzie.
- Rok założenia: 1993–1994
- Barwy: złoto-zielono-biało-czarne
- Trener: Eric Lavigne
- Manager: Stéphane Pilotte
- Hala: Centre Air Creebec

## Osiągnięcia
- Coupe du Président: 1998, 2001, 2014
- Trophée Luc Robitaille: 2014